# Scottish FA Cup 1904/05
Der Scottish FA Cup wurde 1904/05 zum 32. Mal ausgespielt. Der wichtigste schottische Fußball-Pokalwettbewerb, der vom Schottischen Fußballverband geleitet und ausgetragen wurde, begann am 21. Januar 1905 und endete mit dem Finale am 15. April 1905 im Hampden Park von Glasgow. Als Titelverteidiger startete Celtic Glasgow in den Wettbewerb, der sich im Vorjahresfinale gegen die Glasgow Rangers im Old-Firm-Derby durchgesetzt hatte. Im Endspiel standen sich die Rangers und Third Lanark gegenüber. Dabei gewann Third Lanark bei der vierten Endspielteilnahme nach 1876, 1878 und 1889 zum zweiten Mal den schottischen Pokal. Das Finale wurde erst im Wiederholungsspiel entschieden.

## 1. Runde
Ausgetragen wurden die Begegnungen am 21. und 28. Januar 1905. Die Wiederholungsspiele fanden am 4. Februar 1905 statt.
|                       | Ergebnis |                                 |
| --------------------- | -------- | ------------------------------- |
| FC Cowdenbeath        | 2:0      | 6th Rifle Volunteers Dalbeattie |
| Kirkcaldy United      | 3:1      | Crieff Morrisonians             |
| FC Aberdeen           | 2:1      | FC Queen’s Park                 |
| Airdrieonians FC      | 7:0      | FC St. Johnstone                |
| FC Arthurlie          | 0:0      | FC Motherwell                   |
| FC Bathgate           | 2:1      | FC Arbroath                     |
| FC Dumfries           | 1:2      | Celtic Glasgow                  |
| FC Dundee             | 1:3      | Heart of Midlothian             |
| Hibernian Edinburgh   | 1:1      | Partick Thistle                 |
| FC Kilmarnock         | 2:2      | FC Beith                        |
| Lochgelly United      | 5:1      | FC Inverness Caledonian         |
| Greenock Morton       | 2:0      | FC Renton                       |
| Port Glasgow Athletic | 3:0      | FC Stranraer                    |
| Glasgow Rangers       | 2:1      | FC Ayr Parkhouse                |
| FC St. Mirren         | 1:0      | FC Clyde                        |
| Third Lanark          | 4:1      | Leith Athletic                  |

### Wiederholungsspiele
|                 | Ergebnis |                     |
| --------------- | -------- | ------------------- |
| FC Beith        | 3:1      | FC Kilmarnock       |
| FC Motherwell   | 1:0      | FC Arthurlie        |
| Partick Thistle | 4:2      | Hibernian Edinburgh |

## Achtelfinale
Ausgetragen wurden die Begegnungen am 11. Februar 1905. Das Spiel zwischen dem FC Aberdeen und FC Bathgate wurde witterungsbedingt beim Stand von 1:1 abgebrochen und am 18. Februar 1905 wiederholt.
|                  | Ergebnis |                       |
| ---------------- | -------- | --------------------- |
| FC Aberdeen      | 6:1      | FC Bathgate           |
| Airdrieonians FC | 3:0      | Port Glasgow Athletic |
| FC Beith         | 4:0      | FC Cowdenbeath        |
| Celtic Glasgow   | 3:0      | Lochgelly United      |
| Kirkcaldy United | 0:1      | Partick Thistle       |
| Greenock Morton  | 0:6      | Glasgow Rangers       |
| FC Motherwell    | 0:1      | Third Lanark          |
| FC St. Mirren    | 2:1      | Heart of Midlothian   |

## Viertelfinale
Ausgetragen wurden die Begegnungen am 25. Februar 1905. Das Wiederholungsspiel fand am 4. März 1905 statt.
|                 | Ergebnis |                  |
| --------------- | -------- | ---------------- |
| Celtic Glasgow  | 3:0      | Partick Thistle  |
| Glasgow Rangers | 5:1      | FC Beith         |
| FC St. Mirren   | 0:0      | Airdrieonians FC |
| Third Lanark    | 4:1      | FC Aberdeen      |

### Wiederholungsspiel
|                  | Ergebnis |               |
| ---------------- | -------- | ------------- |
| Airdrieonians FC | 3:1      | FC St. Mirren |

## Halbfinale
Ausgetragen wurden die Begegnungen am 25. März 1905.
|                 | Ergebnis |                  |
| --------------- | -------- | ---------------- |
| Glasgow Rangers | 2:0      | Celtic Glasgow   |
| Third Lanark    | 2:1      | Airdrieonians FC |

## Finale
| Glasgow Rangers                         | Glasgow Rangers | Third Lanark | Third Lanark |
| --------------------------------------- | --- | --- | ------------ |
| Glasgow Rangers                         | \| Finale \| \| 8. April 1905 in Glasgow (Hampden Park) \| \| Ergebnis: 0:0 \| \| Zuschauer: 54.000. \| \| Schiedsrichter: n. b. \| \| Spielbericht \|                                                   | \| Finale \| \| 8. April 1905 in Glasgow (Hampden Park) \| \| Ergebnis: 0:0 \| \| Zuschauer: 54.000. \| \| Schiedsrichter: n. b. \| \| Spielbericht \|                           | Third Lanark |
| Glasgow Rangers                         | Thomas Sinclair – Alex Fraser, Alex Craig, George Henderson, James Stark, John Tait Robertson, Robert Hamilton, Finlay Speedie, Robert Smyth McColl, Archie Kyle, Alex Smith Cheftrainer: William Wilton | Bob Barr – William McIntosh, James Comrie, Tom Sloan, Jimmy Raeside, John Neilson, David Munro, James Johnston, John Kidd, Thomas McKenzie, Hughie Wilson Cheftrainer: W.A. Abel | Third Lanark |
| Finale                                  | | |              |
| 8. April 1905 in Glasgow (Hampden Park) | | |              |
| Ergebnis: 0:0                           | | |              |
| Zuschauer: 54.000.                      | | |              |
| Schiedsrichter: n. b.                   | | |              |
| Spielbericht                            | | |              |

## Wiederholungsfinale
| Third Lanark                             | Third Lanark | Glasgow Rangers | Glasgow Rangers |
| ---------------------------------------- | --- | --- | --------------- |
| Third Lanark                             | \| Finale \| \| 15. April 1905 in Glasgow (Hampden Park) \| \| Ergebnis: 3:1 (1:0) \| \| Zuschauer: n. b. \| \| Schiedsrichter: n. b. \| \| Spielbericht \|                      | \| Finale \| \| 15. April 1905 in Glasgow (Hampden Park) \| \| Ergebnis: 3:1 (1:0) \| \| Zuschauer: n. b. \| \| Schiedsrichter: n. b. \| \| Spielbericht \|                                          | Glasgow Rangers |
| Third Lanark                             | Bob Barr – William McIntosh, James Comrie, Tom Sloan, John Neilson, James Johnston, John Kidd, Thomas McKenzie, Hughie Wilson, Jimmy Raeside, David Munro Cheftrainer: W.A. Abel | Thomas Sinclair – Alex Fraser, Alex Craig, George Henderson, James Stark, John Tait Robertson, Alex Smith, Robert Hamilton, Tommy Low, Robert Smyth McColl, Archie Kyle, Cheftrainer: William Wilton | Glasgow Rangers |
| Third Lanark                             | James Johnston Hughie Wilson | Alex Smith | Glasgow Rangers |
| Finale                                   | | |                 |
| 15. April 1905 in Glasgow (Hampden Park) | | |                 |
| Ergebnis: 3:1 (1:0)                      | | |                 |
| Zuschauer: n. b.                         | | |                 |
| Schiedsrichter: n. b.                    | | |                 |
| Spielbericht                             | | |                 |